# Peromyia modesta
Peromyia modesta är en tvåvingeart som först beskrevs av Ephraim Porter Felt 1907.  Peromyia modesta ingår i släktet Peromyia och familjen gallmyggor.
Artens utbredningsområde är New York. Arten är reproducerande i Sverige. Inga underarter finns listade i Catalogue of Life.